# Europamästerskapen i friidrott 2024 – Herrarnas 20 kilometer gång
Herrarnas 20 kilometer gång vid europamästerskapen i friidrott 2024 avgjordes den 8 juni 2024 på Olympiastadion i Rom i Italien.
Guldet togs av svenske Perseus Karlström efter ett lopp på 1 timme, 19 minuter och 13 sekunder. Silvret togs av spanske Paul McGrath och bronset togs av italienske Francesco Fortunato.

## Rekord
| Rekord inför EM 2024 | Rekord inför EM 2024             | Rekord inför EM 2024 | Rekord inför EM 2024 | Rekord inför EM 2024 |
| -------------------- | -------------------------------- | -------------------- | -------------------- | -------------------- |
| Världsrekord         | Yusuke Suzuki (JPN)              | 1:16.38              | Nomi, Japan          | 15 mars 2015         |
| Europarekord         | Yohann Diniz (FRA)               | 1:17.02              | Arles, Frankrike     | 8 mars 2015          |
| Mästerskapsrekord    | Francisco Javier Fernández (ESP) | 1:18.37              | München, Tyskland    | 6 augusti 2002       |
| Världsårsbästa       | Koki Ikeda (JPN)                 | 1:16.51              | Kobe, Japan          | 18 februari 2024     |
| Europaårsbästa       | Massimo Stano (ITA)              | 1:17.26              | Taicang, Kina        | 3 mars 2024          |

## Program
Alla tider är lokal tid (UTC+1)
| Datum       | Tid   | Omgång |
| ----------- | ----- | ------ |
| 8 juni 2024 | 18:00 | Final  |

## Resultat
Loppet startade klockan 18:00.
| Placering | Namn                   | Nationalitet   | Tid     | Noteringar |
| --------- | ---------------------- | -------------- | ------- | ---------- |
| 1         | Perseus Karlström      | Sverige        | 1:19.13 |            |
| 2         | Paul McGrath           | Spanien        | 1:19.31 |            |
| 3         | Francesco Fortunato    | Italien        | 1:19.54 | 0SB0       |
| 4         | Gabriel Bordier        | Frankrike      | 1:20.45 |            |
| 5         | Veli-Matti Partanen    | Finland        | 1:20.52 | 0SB0       |
| 6         | Riccardo Orsoni        | Italien        | 1:21.08 |            |
| 7         | Maher Ben Hilma        | Polen          | 1:21.12 |            |
| 8         | Leo Köpp               | Tyskland       | 1:21.19 |            |
| 9         | Callum Wilkinson       | Storbritannien | 1:21.34 |            |
| 10        | Ihor Hlavan            | Ukraina        | 1:22.03 |            |
| 11        | Kévin Campion          | Frankrike      | 1:22.21 | 0SB0       |
| 12        | Aurélien Quinion       | Frankrike      | 1:22.38 |            |
| 13        | Dominik Černý          | Slovakien      | 1:22.56 |            |
| 14        | Diego García Carrera   | Spanien        | 1:22.56 |            |
| 15        | Artur Brzozowski       | Polen          | 1:23.05 |            |
| 16        | Máté Helebrandt        | Ungern         | 1:23.22 |            |
| 17        | Serhii Svitlychnyi     | Ukraina        | 1:23.49 | 0SB0       |
| 18        | Vít Hlaváč             | Tjeckien       | 1:23.53 |            |
| 19        | Miroslav Úradník       | Slovakien      | 1:24.04 |            |
| 20        | Bence Venyercsán       | Ungern         | 1:24.08 |            |
| 21        | Raivo Saulgriezis      | Lettland       | 1:24.18 |            |
| 22        | Jerry Jokinen          | Finland        | 1:24.41 | =NU23R     |
| 23        | Oisin Lane             | Irland         | 1:25.02 |            |
| 24        | Mazlum Demir           | Turkiet        | 1:26.33 |            |
| 25        | Nathaniel Seiler       | Tyskland       | 1:27.42 |            |
| 26        | Ivan Banzeruk          | Ukraina        | 1:28.25 | 0SB0       |
| 27        | Norbert Tóth           | Ungern         | 1:30.02 |            |
|           | Hayrettin Yıldız       | Turkiet        | 0DNF0   |            |
|           | Alexandros Papamichail | Grekland       | 0DNF0   |            |
|           | Gianluca Picchiottino  | Italien        | 0DNF0   |            |
|           | Christopher Linke      | Tyskland       | 0DNF0   |            |
|           | Alberto Amezcua        | Spanien        | 0DNF0   |            |
|           | Salih Korkmaz          | Turkiet        | 0DNF0   |            |
|           | Aleksi Ojala           | Finland        | 0DSQ0   |            |
|           | Marius Žiūkas          | Litauen        | 0DSQ0   |            |